# ことばのパズル もじぴったん
『ことばのパズル もじぴったん』は、バンダイナムコエンターテインメント（旧・ナムコ→バンダイナムコゲームス）より発売されているコンピュータパズルゲーム（公称は「知的好奇心くすぐり系パズルゲーム」）およびそのシリーズである。「もじぴったん」は登録商標（日本第4596176号・日本第4917894号）に指定されている。
初作はアーケードゲーム（システム基板はSYSTEM10）であった。以降は家庭用テレビゲーム機で移植作およびシリーズ作品がPS2、GBA、PSP、DS、Wii、Switchといった多機種でリリースされた。このほか、携帯電話（フィーチャーフォン）用ゲームアプリケーションとしてiアプリ/S!アプリ/EZアプリ（B）やPHSのAIR-EDGE、iPhoneおよびAndroidなどのモバイルアプリ用にも配信されている。詳しい歴代作品の遍歴については#シリーズ作を参照。

## 作品解説

### ゲームルール
- ステージごとに決められた文字の集合から1文字ずつ選び、マスに置いて「ことば」を作っていくゲームである。制限時間内に課題を達成すればステージクリアとなる。
- ゲーム画面では、左端に「えらぶくん」、中央に方眼紙状のマス、上端にスコア、下端にこのステージの目標、が表示される。
- 「えらぶくん」の体の中には、このステージで使う事が出来る文字のリストが縦一列に表示されている。文字のリストは「あ」～「ん」まで順番に並べられているのもあれば、何かしらの文章になっているのもある。方向キーの上下でえらぶくんの中から文字を選ぶ。ステージによっては一番上に表示された文字、上3つの文字しか選べないなどの制限がある（関連ゲーム用語のところてん式を参照）。決定ボタンを押すとカーソルが文字をつまみ上げて画面中央に移動し、文字をどのマスに置くかを決めるモードに移行する。
- 画面中央のマス目状の場に、えらぶくんから選んだ文字のブロックを置く。マスの並び方はステージのテーマ・モチーフに沿った形であったり、マスの移動や回転といったギミックが盛り込まれているのもある。またステージ開始時には既にいくつかの文字が置かれている（ゲームの仕様上1文字だけの言葉は作れないので、必ず2文字以上置く必要がある）。
- えらぶくんから選んだ文字を、空いているマスに置く。その結果、既にマスに置かれていた文字と繋げて読むと2文字～9文字の範囲で意味のある「ことば」（単語）になっていたら、ことばの意味が表示され、スコアが加算される。ことばであるかどうかは、ROM内の辞書に収録されているかどうかで判定される。
- ことばは左から右、または上から下方向に（つまり、通常読む方向に）並んでいる必要がある。文字を斜めに並べても成立しない。
- 意味の通じる言葉が作れなかった場合、そこに文字を置く事は出来ない。その場合は他のマスに置くか取消ボタンを押して文字を戻し、他の文字を持ってくる必要がある。なお、取消ボタンは手詰まりなどの理由ですでに置いた文字を戻すことも可能であるが、取り消した文字を置いた時に得られた得点は減らされる（同じ手を何度も打ち直して点数を稼ぐようなプレイは出来ない）。ただし取り消したことばもプレイ中に作成したものとして「いろいろでーた」（PS2版以降）には登録される。
- ことばを作った時、文字数の多いことばを作るほど高得点が得られる。またマスに文字を置いた時、上下左右のマスにある既存の文字と繋げて複数のことばを同時に作れた場合は連鎖となり、これも高得点になる。例えば「いとう」の頭に「か」を加えて「かいとう」とした時は、「かい（貝、回）」「かいと（カイト＝凧）」「かいとう（回答、解答、怪盗、解凍）」の3連鎖となる。得点は、2（文字数－1）×10で計算される言葉ごとの点数の合計に連鎖数を掛けたものとなる。

以上の操作を繰り返して、制限時間以内に指定された条件を達成すればステージクリアである。

### クリア条件
条件はステージごとに決まっており、
- ことばを指定の数以上作る（「ことばを10個作れ」など）
- 全てのマスを埋める
- ブロックを指定数使う（「ブロックをあと20個使え」など）
- 指定の文字数、もしくはそれ以上のことばを一定数作る（「3文字のことばを12個作れ」、「3文字以上のことばを20個作れ」など）[注釈 1]
- 特定されたことばを1～数個作る（「ふじさんを3個作れ」など）
- 一定数以上の連鎖を一定の回数作る（「3連鎖を8回作れ」など）
- 「★」のマスを埋める
- 一定の文字がつくことばを作る（「『あ』がつくことばを10個作れ」など）
  - PSP版以降は「『いき』がつくことばを7個作れ」や、「『い』と『き』がつくことばを8個作れ」なども追加。
  - 「いき」が付く言葉だと、「といき」「かいきん」などしか作れないのに対し、『い』と『き』がつく言葉だと、「きいろ」「いんきよ」なども可能。
- 指定された文字数のことばを同時に数個作る（「3文字以上のことばを同時に8個作れ」など）
  - ここでいう「同時に」とは連鎖のことである。

などがある。制限時間内に課題を達成できなければ、ゲームオーバーとなる。ただし、PSP版以降のこつこつパズルは時間制限なし。得点はクリア条件には関係無いが、作品によっては高得点を獲得することで解禁される要素もある。

### 対戦におけるルール
対戦モードでは陣取りゲーム要素を加えたよりパズル性の高いステージとなっており、基本のゲームルールに加えて以下のルールが追加される。
- 既にステージに置かれたランダムな文字を起点として言葉を作り、自分の色のマスを増やしていく。1文字置く度にプレイヤーは交代する。
- 相手の色のマスは自分の作る言葉で塗り替えることが可能。例えば相手の「いかく」（威嚇）に「け」を置き「けいかく」（計画）を作ればすべてマスを塗り替えられる。
- 各ステージ毎に指定されたマス数を先に取ったプレイヤーの勝利(得点の概念は無い)。全てのマスが埋まった場合はマス数の多いプレイヤーの勝利。
- 一手ごとに制限時間があり、時間切れでパスとなる(意図的なパスも可能)。パスは2回まで用意され、パスが残されていない状態で時間切れになると強制敗北。

### 収録辞書
公称では「76500語以上を収録」（PS2版、GBA版）「10万語以上収録」（PSP版、DS版）「13万語以上の辞書搭載！」（Wii版）としており、下記のように様々なジャンルの専門用語も収録されている。
- 名詞[1]
  - 動詞の名詞形[2]（抜き、抜け等）
  - 形容詞・形容動詞の語幹に接尾辞「さ」を加えた形[1]（安全さ、やさしさ等）
  - 形容詞の語幹に接尾辞「げ」を加えた、形容動詞の語幹の形[1]（さみしげ等）
  - 名詞の語頭に「お」「ご」を加えた形[3]（おフランス、ご質問等）
- 動詞[2]（抜く、減る等）
- 形容詞[1]（やさしい、たのしい等）
- 歴史上の人物[4]
- 日本で使われた元号（Wii版）
- 日本の苗字100傑[4][5]（PSP版とDS版は300位まで、Wii版は1000位まで収録）
- 日本の歴代首相（Wii版は福田康夫まで収録、ただし9文字以内のみ）
- 日本の歴代天皇（Wii版[注釈 2]）
- アメリカ合衆国歴代大統領
- 世界の国[4][注釈 3]、首都[4]、アメリカの州名[4]、主要都市
- 都道府県、日本の市[4][注釈 4]、東京特別23区、政令指定都市の区[注釈 5]
- 数字の0〜100（に(2)や、ご(5)は除く）
- 数の単位（「万」〜「無量大数」）
- 元素名[4][注釈 6]
- 88星座[4]
- 日本の鉄道の路線（Wii版）
- ナムコのゲーム、キャラクター、施設
- バンダイの商品（DS版、Wii版）
- 任天堂のキャラクター、ハード（一部）
- 流行語（だっちゅーの、チョベリバ、聖子ちゃんカット等）
- インターネットでの俗語（キタコレ、ワクテカ、ググレカス等）
- 漫画やアニメなどを起源とする新語（ツンデレ、アホ毛等）
- 芸能人の愛称[5]（名前はそのまま使用出来ない為、一般的な愛称のみ。おにゃんこ、ゴマキ等）
- 大相撲の歴代横綱（Wii版、白鵬まで収録）
- 文学作品、芸術作品
- 歴史上の人物・芸術家[5]

#### 作れない単語
なお、辞書の単語は全て手作業によって作られており、意味のあることばであっても以下のような言葉は作れない仕様になっている。
- 1文字だけ、または10文字以上の言葉
- 形容動詞[1]（安全だ等）
- 卑猥な言葉(Switch版では精液のようなごく一部の単語は収録されている)、差別用語、放送禁止用語など公序良俗に反するもの
- 他社のゲームのタイトルや関連する用語（一部除く）
- 他社のキャラクター名、アニメキャラクター名（一部除く）
- 「ヴ」が付く言葉（えらぶくんの文字の選択肢の中に「ゔ」が存在しないため）
- 商標登録済の単語（カルピス、クレパス、プチプチなど。セロテープ、シーチキン、ジープなど一般化した商標は除く）
- 元素の系統名

また収録漏れの言葉も多く、例えばもじぴったんDSにおいて『たんたい（単体・担体）』や『スイッチ』、『麻薬』といった言葉は作成しても得点とならない。

## 関連ゲーム用語
ところてん式
えらぶくんの上の方の明るい部分の文字しか使えず、明るい部分の文字を使うと下の文字がせり上がってくること。
無限ブロック
えらぶくんに入っている文字ブロックの種類。赤い色になっており、何度でもその文字を使用することができる（PS2、GBA版を除く）。
移動マス
文字を置くと矢印の方向に1マス分だけスライドして動くマス。
回転マス
矢印の方向へ、指定された角度（90度と180度）に回転するマス。同じ色の回転マスが全て同時に回転する。
ジャンボマス
通常より大きいサイズのマス。縦横に接しているマス全てに対応しているため、余裕をもって文字を作ることができる。

## キャラクター
もじくん
本作のメインキャラクター。顔がついた黄色い四角に手足が生えたような姿をしている。ステージごとに様々な装飾品を着けてくることがある（海がモチーフのステージではゴーグルなど）。
もじちゃん
もじくんのガールフレンド。まつ毛が長く頭に花飾りをつけている。
ブラックもじくん
身体が黒く、ツリ目のもじくん。難しい問題を出題してくる。ひねくれた性格。
メカもじくん
水色。丸いアンテナが頭部についている。Wii版およびiOS版の対戦モード（コンピュータとの対戦）に登場。
えらぶくん
細長い胴体で、胴の枠の中に文字が入っているキャラクター。PSP版の対戦モードでは全ての文字を一つずつ使える。一人称は「おいら」。すぐるくんに闘士を燃やしている。
すぐるくん
水色。スポーツ関連の言葉に詳しい。PSP版の対戦モードでは「さしすせそ」が無限に使える（使いやすい文字〈さしす〉と非常に使いにくい文字〈せそ〉が両方こめられたサ行が大好きという理由がある）。
えりこちゃん
ピンク色。動植物や自然関連の言葉に詳しい。PSP版での対戦モードでは「あいうえお」が無限に使える。えらぶ、すぐるとの三角関係になっている。
たべるくん（PSP版のみ）
黄緑色で、太っている。食品関係の言葉に詳しく、「たちつてと」が無限に使える。NPCでは最弱のキャラクター。
かぎるくん（PSP版のみ）
赤色で、怒った顔つき。関西弁で喋る。「かきくけこ」とランダムに選ばれた全15文字が無限に使える。それ以外の文字は使えない。声が大きくないしょ話まで大声。蛇年生まれ蛇使い座だが、蛇が大の苦手。
にごるくん（PSP版のみ）
茶色で、糸目。濁音をつけて喋る（一人称が「ぼぐ」）。濁音、半濁音のつく言葉に詳しく、濁音、半濁音が無限に使え、1度しか使えない文字もランダムに7文字選ばれる。
ミスチョイス（PSP版のみ）
紫色。アパレル関係の言葉や外来語に詳しく、「まみむめも」が無限に使える。気風の良いお姉さん口調で、漢字の「用」をモチーフにしたステージでは「これが解けなければあなたは『用』無し」と言い放つ。
エラブル（PSP版のみ）
黒色で、ツリ目。こちらの文字ブロックを積極的に取りに来る。「勝ち抜きチャレンジ」では持ち時間が最も少なく、強敵が出現しやすくなる上級者向けのキャラ。「らりるれろ」が無限に使える。性格に難はあるがかなりの努力家でもあり、あるステージではえらぶくんが｢イヤなやつだけどなんとなくカッコイイぜ｣と言っている。
厳選師範（PSP版のみ）
緑色で、眉毛が白く、白髭をたくわえている。全ての文字を一つずつしか使えないNPC専用の対戦モード最強キャラ。遊び方道場でチュートリアルを務める。
メカえらぶくん（Wii版のみ）
NPCでのえらぶくん。レベルが高くなるほど強硬な見た目になる。

## シリーズ作

### アーケード版『ことばのパズル もじぴったん』
- 2001年12月稼動開始。
- シリーズ第1弾。モードは「ひとりでパズル」と「ふたりで対戦」の2種類。「ひとりでパズル」モードは全5ステージの「かんたん」コースと全6ステージ（「ステージで残りタイムを30秒以上残す」ことでスペシャルフラッグが立つ演出があり、6ステージ全てでスペシャルフラッグを立てる条件を満たした場合、最後の最後にエキストラ（EX）ステージが出現するので全7ステージになる）の「ふつう」コースがあり、いくつかのステージから選択することができる。ステージ数は合計100ステージ以上。ステージの合間には平仮名3文字によるスロット「もじもじスロット」があり、ちょっとしたミニゲームになっている。ゲーム終了後は使った言葉に応じて性格診断がなされ、「コギャル」「セクシー」「冒険家」などさまざまなものがあり、ハッピー指数も評価される。
- 「ふたりで対戦」モードは一定時間内に相手より多くのマスを埋めた方が勝ちとなる。こちらではゲーム終了後の性格診断は二人の相性診断になる。

### PlayStation 2版『ことばのパズル もじぴったん』
- 2003年1月9日発売。
- 2004年7月8日 PlayStation 2 the Best版発売。
- シリーズ初の家庭用として発売されたPS2向けのソフト。収録単語数は公称は7万6500語以上。実際の収録単語数は8万2000語以上に及ぶ。[6]
- AC版の「ひとりでパズル」モードに相当する「あーけーど」に加え、オリジナルの問題から自由にステージを選んでクリアしていく「じっくりぱずる」や世界文化社の雑誌「クロスワードファン」や関西テレビのキャラクター「ハチエモン」などをテーマにしたステージが遊べる「すぺしゃる」モードが追加され、総ステージは600面以上に。また、PS2版のみの要素として「もじくんかるた」がある。特定のステージで高得点を出すと「もじくんかるた」が入手でき、ゲーム内におけるコレクション要素となっている。
- 「ふたりで対戦」モードはAC版と同様のルール「早いもの勝ち」対戦に加え交替で文字を置いてゆく「かわりばんこ」対戦が追加された。相手の作った言葉を使ってさらに単語を作ることで、自分の単語にできるリバーシのようなルールとなっている。
- 「いろいろでーた」では作った言葉の数や最高連鎖数、プレイ時間などプレイ記録が閲覧できる。

### ことばのパズル もじぴったん アドバンス
- 2003年1月10日発売。
- 2006年2月2日バリューセレクション発売。
- シリーズ初の携帯ゲーム機版として発売。収録されている問題のテーマ、単語（一部を除く）はPS2版と同じであるが、ステージクリア条件・ステージ構成などが異なる。
- PS2版同様に、業務用と同じルールで遊ぶ「あーけーど」、用意されたオリジナルのステージを選んで遊ぶ「じっくりぱずる」や、ファミ通やメディアワークスとのコラボレーション企画による「すぺしゃる」、データ閲覧のできる「いろいろでーた」のモードがある。
- 歌詞付きのBGMはインストバージョンになっている（「ふたりのもじぴったん」「じゅもんをあげるよ」のみボーカルあり）。また、対戦モードは収録されていない。

### ことばのパズル もじぴったん大辞典
- 2004年12月16日発売。
- 2005年11月17日PSP the Best発売。
- ステージなどを一新し、収録単語数も10万語を超えた。従来通りの時間制限ありの「どきどきぱずる」に加え、時間制限のない「こつこつぱずる」が追加された。新しいクリア条件や、何度使っても無くならない「無限ブロック」が登場し、ゲームバランスもより練られている。
- 収録単語を自由に検索できる「ワードサーチ」、を搭載。
- 新搭載の「辞典コレクション」モードは特定のステージをクリアすることで入手できる辞書。一番大きいもの、一番小さいもの、一番に関するものを集めた「一番辞典」、若者言葉を集めた「チョベリバ辞典」、オシャレ用語を集めた「モード辞典」、など個性的な辞典が全部で100種類も用意されている。この中にある「できちゃった辞典」はプレイ中に作成した単語が自動的に登録される。
- 対戦モードである「対戦ぴったん」は対人戦だけでなく新要素としてCPUキャラクターとの対戦が追加された。スポーツ系の単語を得意とするキャラや、食品に関する単語が得意なキャラなど9人の個性的なCPUキャラが対戦相手として登場する。また、2人対戦プレイとして1台のPSPを使った手渡し対戦も可能。
- 歌詞付きのBGMはアレンジバージョンになっていたり、新曲が追加され全25曲が収録されている。

### ことばのパズル もじぴったんDS
- 2007年3月15日発売。
- 日本国内では初となる、サードパーティ製のTouch! Generationsシリーズのソフトとなる。
- ハードの特徴を活かし、操作の殆どをタッチペンで行う。また、タッチスクリーンを生かした「タッチ図鑑＋クイズ」モードを搭載。バンダイとナムコが合併したため、たまごっち等のバンダイに関わる言葉も収録されている。
- 本作を起動する際に、GBA版『ことばのパズル もじぴったん アドバンス』を一緒に挿しておくと、GBA版をアレンジしたステージが120問追加される。
- GBA版同様、歌詞付きのBGMはインストバージョンになっている（「ふたりのもじぴったん」のみボーカルあり）。
- 「あーけーど」モードがないため、「もじもじスロット」「性格診断」「ハッピー指数」などの仕様は搭載されていない。

### ことばのカードゲーム もじぴったん
- 2007年8月上旬発売。
- コンピュータゲームではなく、バンダイナムコゲームスのライセンスのもと、メガハウスから発売されたカードゲームである。
- 各コンピュータゲーム版と同様のルールでひらがなをカードを順番に置いていき、手札を全てなくしたプレイヤーの勝利。

### ことばのパズル もじぴったんWii
Wii版
- 2008年3月25日配信開始。
- Wiiウェア用ソフト。サービス開始と同時に配信開始。4月30日からは、ステージなどの追加コンテンツの有料配信も開始されている。
- 収録語数は13万語以上に増量。ひとりでパズルは200ステージ、対戦ステージは50ステージ。Wiiリモコンのポインティング操作が可能だが、設定で片手持ちに適するタテ持ち操作、両手持ちのヨコ持ち操作に切り替えることができる。また、1人プレイにおいて2本目のWiiリモコンを使用すると白いもじくんが登場し、ポインティングで1Pプレイヤーにアドバイスが可能。
- ニンテンドーWi-Fiコネクションを使ったシリーズ初のネット対戦が可能。追加コンテンツは有料だが、対戦に関しては無料である。
- 収録曲は、PSP版のボーカル曲を中心に構成された全16曲。新曲『もじくん日和』や、パズルモードである条件を満たすと出現する『じゅもんをあげるよ』のフルバージョンなども収録されている。

Wiiディスク版
Wiiウェア版に新しいステージやアイテムを追加した、「ことばのパズル もじぴったんWii デラックス」が2008年11月27日に発売された。Wiiウェア版の追加ダウンロードステージも収録されている。

### 眺めるだけで賢くなれる!もじぴったんしりとり時計
- 2009年2月25日配信開始。
- 上画面でもじくん達がしりとりをし、言葉の意味も同時に表示する。公称では13万語登録。
- 最後が「ん」になると別の言葉で再スタートする。他のもじぴったんシリーズでは「ん」で始まる言葉も存在する（例：ンジャメナ）が、このソフトでは使用されない。
- 下画面に日めくりカレンダー・時計を表示し、アナログ・12h表記・24h表記 の切り替えが可能。

### モバイルアプリ版『ことばのパズル もじぴったん』
iOS版
- 2010年12月2日配信開始。
- 2013年11月28日配信終了。

Android版
- 2012年2月16日配信開始。
- iPhone/iPod touch/Android向けのソフト。ソフト自体は無料だが（無料プレイは通常モード1、即答モード5、対戦モード1ステージ）、ステージの追加は有料アドオンである。
- 「即答モード」は1、2マス文字を当てはめるだけの直感が重視される問題がランダムで出題される。「対戦モード」はコンピュータとの対戦。
- auスマートパス版
  - 2012年3月配信開始。
  - auスマートパス登録者向けのソフト。ステージ内容はiOS版やAndroid版と同じだが、毎日ゲームを始めるときに貰えるスタンプを貯めるとステージが追加されるため追加料金はない。

|                  | iOS      | Android    | auスマートパス |
| ---------------- | -------- | ---------- | -------------- |
| アプリアイコン   | もじくん | もじちゃん | もじくん       |
| カラーリング     | 赤       | 青         | 青             |
| えらぶくんを選択 | 可       | 不可       | 不可           |

### ことばのパズル もじぴったんアンコール
2008年発売のWii用ソフト『ことばのパズル もじぴったんWii デラックス』の内容をベースとし、過去作ステージや新規ステージを加えた総計800以上のステージを収録している。また、「壁ドン」「パリピ」など、『Wii デラックス』の時点にはなかった新語も追加されている。タッチパネルでの操作やJoy-Conのおすそわけプレイにも対応し、アーケード版のステージを移植した「わくわくパズル」が追加された、アーケード版のステージはGBA版以来の収録となる。
対戦モードは、リアルな対人同士でのもの（オフライン）と、オンラインによるリモート対戦が可能。（Switch版はNintendo Switch Onlineへのサービスに加入が必須。後述する他機種版でもAndroid/iOS版を除き、類した条件をクリアすれば可能だが、各機種を股にかけた「クロスプレイ」は出来ない）
発売にあわせ、公式サイトでは、作品内に収録される新規ステージと辞書に登録される新語の募集を行っていた。
塊魂やミスタードリラー、アイドルマスターシリーズのコラボステージや、それぞれのステージでのみ使える単語も収録。
CMにはQuizKnockを起用し、単語としても「くいずのっく」が収録されている。
2021年4月にはPS4・スマートフォン用OS（Android/iOS）アプリ・Steamに移植された版がリリースされた。Switch版から約1年後のリリースになることもあり、新規ステージや更なる最新語句が多数追加された「増補改訂版」的な内容になっている（諸般の事情により各機種で少しだけ収録ワード数に差異あり）。なおSwitch版へも無料アップデートが実施され、これらの版と同等の内容が遊べるようになった。

## 派生ゲーム

### もじリス
- 2005年6月14日配信開始。iアプリ。

もじぴったんと『テトリス』のシステムを用いたパズルゲーム。上から落ちてくるブロックを積み、言葉を完成させる。
2006年4月1日に上級版の『もじリスHARD』が配信。

### もじリスヘキサ
- 2007年8月10日配信開始。iアプリ。

画面下から六角形の文字ブロックを打ち上げ、言葉を完成させる。

### パズルで楽しく英語が学べる! もじぴったん for ENGLISH
- 2019年4月3日配信開始。iOSアプリ。

バンダイナムコのカタログIPオープン化プロジェクトによる、公認二次創作。制作はflowerpost株式会社。
もじくんがアルファベットとなり、並べて英単語を完成させる。

## 評価
『ことばのパズルもじぴったんDS』はファミ通クロスレビューでは9、8、8、8の33点でゴールド殿堂入り。レビュアーは「タッチペン操作がスムーズでストレスフリー」「中毒性や爽快感十分」「400以上のステージがあり、ダブルスロットで増えるなどやりこみ要素満載」とした他、膨大な語彙の収録や知識を得られることを賞賛した一方、PSP版にあったCOM対戦がないのが少し寂しいとした。

## 代表収録曲
- ふたりのもじぴったん
- わーずわーずの魔法
- Piacevole!
- バンビーニ
- はじめてのぴったん
- クッキー&クリーム
- ベッドタイムパズラー
- じゅもんをあげるよ

## 備考
- もじぴったんのゲームデザインを担当した後藤裕之は、1995年に円周率を42,195桁まで暗記して、当時の世界記録保持者となった人物である。ゲーム内の辞典はほとんど彼一人で作っている。
- 『太鼓の達人』から和田どん&和田かつがゲスト出演している。登場ソフトはPS2・GBA・DS・PSP（和田どんのみ）・Wii(和田どんのみ)。
- 本作品の楽曲「わーずわーずの魔法」の「わーずわーず」とは、後藤氏が作った、本作の原型となるゲームの仮題である[21]。
- ナムコより発売された『ゼノサーガ』のファンディスクである『ゼノサーガ フリークス』に「もじぴったん」のゼノサーガバージョンであるミニゲーム『ことばのパズル ぜのぴったん』が収録されている。「ひとりであそぶ」と「ふたりで対戦」のモードがある。オリジナルとの違いは以下。
  - 使用できる単語に『ゼノサーガ』の用語が追加されている。
  - ステージが一新されており、「KOS-MOS」や「M.O.M.O.」などゼノサーガにちなんだステージになっている。
  - タイトル画面にはもじくんの代わりにうーくんが登場。
  - BGMがゼノサーガの出演声優によるボーカル曲に変更。
  - 性格診断に「うーくん」などのゼノサーガにちなんだ性格が追加。
- 『THE IDOLM@STER Dearly Stars』のボーカルレッスンは本作に酷似したシステムを採用しており、えらぶくんがゲスト出演している。なお本作と異なり「歯抜けになっている歌詞を完成させる」ことが目的。